# سرباران
سرباران، روستایی در دهستان سرباران بخش تیاب شهرستان میناب در استان هرمزگان ایران است. این روستا، مرکز دهستان سرباران است.

## جمعیت
بر پایه سرشماری عمومی نفوس و مسکن در سال ۱۳۹۵، جمعیت این روستا برابر با ۶۲۰ نفر (۱۶۴ خانوار) بوده‌است.